# Saint-Berthevin-la-Tannière
Saint-Berthevin-la-Tannière – miejscowość i gmina we Francji, w regionie Kraj Loary, w departamencie Mayenne.
Według danych na rok 1990 gminę zamieszkiwało 438 osób, a gęstość zaludnienia wynosiła 25 osób/km² (wśród 1504 gmin Kraju Loary Saint-Berthevin-la-Tannière plasuje się na 878. miejscu pod względem liczby ludności, natomiast pod względem powierzchni na miejscu 667.).